# غوستاف فيشر
غوستاف فيشر (بالألمانية: Gustav Fischer)‏ هو فارس سباق سويسري، ولد في 8 نوفمبر 1915 في Meisterschwanden ‏ في سويسرا، وتوفي في 22 نوفمبر 1990.

## وصلات خارجية
- غوستاف فيشر على موقع أوليمبيديا (الإنجليزية)